# Elena Gianini Belotti

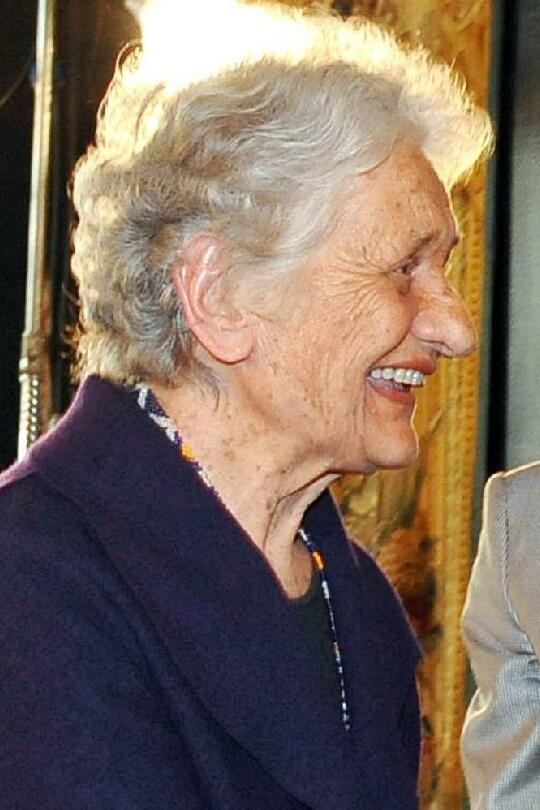
Elena Gianini Belotti 2010

Elena Gianini Belotti (geboren 2. Dezember 1929 in Rom; gestorben 24. Dezember 2022 ebenda) war eine italienische Pädagogin, Feministin und Schriftstellerin. Sie war die erste Person, die in ihrem 1973 veröffentlichten Buch Dalla parte delle bambine über Sexismus in der Erziehung schrieb. Das Buch erschien 1975 in deutscher Sprache unter dem Titel Was geschieht mit kleinen Mädchen?

## Leben

### Jugend und Ausbildung
Ihre Eltern, Basilio und Rosa Belotti, stammten aus dem Weiler Abbazia in der Provinz Bergamo. Sie verbrachte ihre Kindheit und Jugend zwischen Bergamo und Rom, wo ihre Mutter einige Jahre als Grundschullehrerin arbeitete.
Nach einer Tätigkeit als Schreibkraft schrieb sie sich Anfang der 1950er Jahre in die Scuola Assistenti all’Infanzia Montessoriane ein, die 1947 von Adele Costa Gnocchi, einer Schülerin von Maria Montessori, in Rom im Palazzo Vidoni Cafarelli gegründet worden war. Von 1960 bis 1980 leitete sie das erste, von ihr gegründete Centro Nascita Montessori (Montessori-Geburtszentrum). Von 1960 bis 1982 war sie mit dem Dokumentarfilmer, Kameramann und Animationskünstler Giulio Gianini verheiratet. Ende 1967 reiste sie zusammen mit ihrem Mann nach Indien in die Region Gujarat, wo sie die Entwicklung der indischen Montessori-Schulen untersuchte und das Leben der Frauen dokumentierte. Über diese viermonatige Erfahrung in Indien schrieb sie eine Reportage.

### Autorin
1973 veröffentlichte sie bei Feltrinelli den Essay Dalla parte delle bambine, ein Buch, das ein großer und dauerhafter Erfolg war, in viele Sprachen übersetzt und schnell zu einem Kultbuch für die feministische Welt wurde. Das Buch analysiert die Konditionierung, der Mädchen und Jungen von Geburt an ausgesetzt sind, und die Stereotypen in der Welt der Erwachsenen, die sich unweigerlich auf die Welt der Kindheit übertragen.
1980 veröffentlichte sie bei Rizzoli Prima le donne e i bambini (Zuerst die Frauen und Kinder), ebenfalls zum Thema der gesellschaftlichen Geschlechterkonditionierung. 1985 beleuchtete sie mit Il fiore dell’ibisco (Die Hibiskusblüte) das Stereotyp, wonach Frauen das Recht verwehrt wird, einen jüngeren Mann zu lieben. 1995 erschien Pimpì oselì bei Feltrinelli, wo sie den Alltag der Kinder in den Tälern von Bergamo und in den römischen Vorstädten während der Zeit des Faschismus aus der Sicht eines kleinen Mädchens schildert, wobei sie die Härte der Armut und der Geschlechtertrennung hervorhebt.
Mit Apri le porte all’alba (Öffne die Türen bei Sonnenaufgang) erzählte Belotti 1999 die Geschichte einer Frau, die nach mehreren gescheiterten Liebesaffären zu dem Schluss kommt, dass durch die Ehe die Identität von Frauen zerstört werde. Der Text befasst sich auch mit geschlechtsspezifischer Gewalt und Frauenmord. In Adagio poco mosso von 1993 beleuchten sieben Kurzgeschichten die Verfassung einiger widerständiger älterer Frauen, denen es nach einem traurigen Ereignis oder einer Trennung gelingt, ihr Leben neu zu gestalten, dieses Mal autonom und unter Akzeptanz der vom Alter auferlegten Grenzen. Ähnliche Themen tauchen in Long Wave von 2013 wieder auf. In Cortocircuito (Kurzschluss) zeigt sie auf, wie „die italienische Gesellschaft durch das Phänomen der Einwanderung ihr Gesicht verändert und wie die Einwanderer mit ihren Geschichten, Bräuchen und Traditionen in das Leben der Italiener eingedrungen sind, die diesen Wandel der Gesellschaft oft nicht akzeptieren, sich aber nicht darüber im Klaren sind, dass unser Land ohne die „Ausländer“ in vielen Bereichen zum Stillstand käme“.
Im Jahr 2003 veröffentlichte Belotti den Roman Prima della quiete (Vor der Stille) über die traurige Geschichte von Italia Donati, einer Volksschullehrerin, die in der zweiten Hälfte des 19. Jahrhunderts in der Toskana lebte und aufgrund der verbalen Verfolgung durch die Einheimischen Selbstmord beging.
Ihrem Vater Basilio, der zu Beginn des 20. Jahrhunderts in die Vereinigten Staaten von Amerika ausgewandert war, widmete sie 2006 das Buch Pane Amaro (Bitteres Brot) und 2012 die Kurzgeschichte L’ultimo Natale (Die letzte Weihnacht).

### Weiteres Engagement
Elena Belotti war 1992 eine der Gründerinnen des Schriftstellerinnen- und Journalistinnenverbandes Controparola, dem unter anderen auch Dacia Maraini angehört.

## Preise und Ehrungen
- 1985: Premio Napoli für Il fiore dell’ibisco.[8]
- 2001: Jurypreis des Premio Rapallo Carige für Voli.
- 2004: Premio Grinzane Cavour und Premio Viadana für Prima della quiete.[9]

- 2010: Großoffizier des Verdienstordens der Italienischen Republik, auf Vorschlag des Präsidenten der Republik Italien

Am 8. März 2024 widmete die italienische Post Elena Gianini Belotti, Alfonsina Strada und Maria Plozner Mentil je eine Briefmarke im Rahmen der Serie Senso Civico (Bürgersinn).

## Werke

### Sachbücher
- Dalla parte delle bambine. L’influenza dei condizionamenti sociali nella formazione del ruolo femminile nei primi anni di vita. 34. Auflage. Feltrinelli, Milano 2020, ISBN 978-88-07-88260-9 (italienisch, Erstausgabe:  1973).
  - deutsch: Was geschieht mit kleinen Mädchen? Über die zwangsweise Herausbildung der weiblichen Rolle in den ersten Lebensjahren durch die Gesellschaft. Übersetzung aus dem Italienischen: Luisa Francia. 14. Auflage. Verlag Frauenoffensive, München 1987, ISBN 978-3-88104-030-3 (Erstausgabe:  1975).
- Che razza di ragazza. Savelli, Rom 1979, OCLC 635846151 (italienisch).
- Prima le donne e i bambini. Rizzoli, Mailand 1980, OCLC 800031734 (italienisch).
- Non di sola madre. Rizzoli, Mailand 1983, ISBN 978-88-17-13581-8.
- Amore e pregiudizio. Il tabù dell’età nei rapporti sentimentali. A. Mondadori, Mailand 1988, ISBN 978-88-04-29846-5.
  - deutsch: Liebe zählt die Jahre nicht. Wenn Frauen jüngere Männer lieben. Aus dem Italienischen von Ursula Ladenburger. Rowohlt, Reinbek bei Hamburg 1990, ISBN 978-3-499-18735-3.

### Romane und Erzählungen
- Il fiore dell’ibisco. Rizzoli, 1985. ISBN 88-17-53099-9.
- Adagio un poco mosso. Feltrinelli, 1993. ISBN 88-07-70043-3.
- Pimpì oselì. Feltrinelli, 1995. ISBN 88-07-01488-2.
- Apri le porte all’alba. Feltrinelli, 1999. ISBN 88-07-01548-X.
- Voli. Feltrinelli, Mailand 2004, ISBN 978-88-07-81780-9 (Erstausgabe:  2000).
- Prima della quiete. Storia di Italia Donati. Rizzoli, 2003. ISBN 88-17-87222-9.
- Pane amaro. Un immigrato italiano in America, Rizzoli, 2006. ISBN 88-17-00983-0.
- Cortocircuito. Rizzoli, 2008. ISBN 978-88-17-02723-6.
- L’ultimo Natale. Nottetempo, Rom 2012. ISBN 978-88-7452-362-7.
- Onda lunga. Nottetempo, 2013. ISBN 978-88-7452-449-5.

## Sekundärliteratur
- Miriam Mafai, Natalia Aspesi (Hrsg.): Le donne italiane. Il chi è del ’900. Rizzoli, Mailand 1993, ISBN 978-88-17-84229-7 (italienisch).
- Intervista a Elena Gianini Belotti. Marea (italienisch).
- Viaggiatrici della parola: sentimenti, passioni e quotidiano in 10 autrici italiane del ‘900. CD AUDIO, Marea, 2011.
- Cristiana di San Marzano: Dalla parte di una bambina. Elena Gianini Belotti. In: Donne nel Sessantotto, Il Mulino, Bologna 2018, S. 45–59
- Carlotta Cossutta: Dolce o violenta che sia. Elena Gianini Belotti, Electa, Mailand 2023.
- Roberta Ortolano, Samanta Picciaiola, Sono stata anch’io bambina. Dialoghi con Elena Gianini Belotti, Tab edizioni, Rom 2023.